# Валбурга
Валбурга (словен. Valburga) — поселення в общині Медводе, Осреднєсловенський регіон, Словенія. 
Висота над рівнем моря: 356,6 м.